# 松竹寺
24°10′59″N 120°41′34″E / 24.183104°N 120.692672°E
松竹寺，是位於臺灣臺中市北屯區松竹里的觀音寺，為三分埔的庄廟，主祀水流觀音，也是鄰近松竹里、松竹路等之命名根據。

## 廟宇

### 沿革
相傳道光十年（1830年）夏，有孩童在今寺址後竹林撿到一尊隨洪水漂來的觀音像，並將其供奉於竹林內，稱為「水流觀音」。主祀這類型觀音的還有臺中市潭子區的潭水亭、臺中市東勢區新盛里的尾社水流觀音廟、臺南市的臺南清水寺等。
松竹寺建立於道光十三年（1833年）。1970年代末建築大幅度修建，殿前龍柱變成洗手台前柱子、數根唐山石被棄置一旁、全寺到處都舖設磁磚，清朝古蹟因此不存。
1990年寺方於後院建造白衣觀音大士聖像，神像為高20公尺的玻璃纖維像，亦成為北屯地標。但2005年海棠颱風使得神像受損倒塌，該寺主持釋性昀認為是觀音犧牲自己，保佑台中居民躲過風災。2010年10月23日，寺方對總重量達一萬五千公斤、總工程費新台幣七百萬元的神像舉行慶成安座典禮。

### 祭祀
該寺以農曆六月十九日為祭典日。因傳說此觀音曾化身替產婦接生，故衍生出以雞酒、油飯答謝神明的習俗。

### 地名
該寺為包含今北屯區松竹、松安、松茂三里的三分埔庄廟。三分埔的名稱式微後，當地依此寺之名，演化出「松竹里」及「松竹路」等行政稱謂，今寺址為松竹路二段304號。
- 水流觀音
- 孝子樹

## 老樹
此寺前的雀榕樹在2013年報導時樹齡一百六十歲、樹高和樹幅高達十公尺，為市府列冊的珍貴老樹。其樹身是由新生的雀榕包住最早的老樹基幹，因此被稱為「孝子樹」。2013年3月南投地震、2013年6月南投地震造成主樹幹基部斷裂、樹木不斷傾斜，寺方遂於樹幹兩側設置Ｈ型鋼架支撐。